# Luciano Emilio
Luciano Emilio (* 12. Dezember 1978 in Ilha Solteira) ist ein ehemaliger brasilianischer Fußballspieler.

## Karriere

### Frühere Jahre
1995 spielte er beim brasilianischen Drittligisten XV de Piracicaba. Im Alter von 16 Jahren machte Emilio dort seine ersten Erfahrungen im Profifußball. In der nächsten Saison wechselte er zu Rio Branco.
1997 wechselte er zum 1. FC Köln. Anfangs spielte er für die Jugendmannschaft des Vereins. Anschließend schaffte er den Sprung in den Profikader.
Nachdem er sich bei den Geißböcken nicht durchsetzen konnte, wechselte er zu Alemannia Aachen, wo er in einer Saison 24 Einsätze für sich verbuchte. Nach nur einer Saison verließ er Aachen und wechselte zum Oberligisten FC Remscheid, wo er in 23 Einsätzen 3 Tore erzielte. Dennoch verabschiedete er sich erneut nach nur einer Saison aus Remscheid und ging in sein Heimatland zurück und spielte beim aktuellen Drittligisten União Barbarense.

### Honduras und Mexiko
Danach wechselte Emilio nach Honduras, wo er für Real España und CD Olimpia spielte. Danach spielte er in Mexiko bei Querétaro FC. 2005 wechselte er zurück zu Olimpia.

### Major League Soccer
Ab 2007 spielte er in der amerikanischen Major League Soccer bei D.C. United in Washington, D.C. Am Ende seiner ersten Saison in den USA gewann er mit der Mannschaft den MLS Supporters’ Shield. Er wurde mit 20 Toren Torschützenkönig in der Regular Season und erhielt dafür den MLS Golden Boot, außerdem wurde zum Besten Spieler der Saison 2007 gewählt.
Im August 2009 erhielt Emilio eine US-Green-Card. So fällt er nicht mehr unter die Ausländerregel der MLS. Ende 2009 verweigerte Luciano Emilio die Unterschrift eines neuen Vertrags, mit dem er erheblich weniger Gehalt bekommen hätte als vorher. Etwas später wechselte er zurück zu seinem früheren Verein Rio Branco EC. Im April 2010 unterschrieb er einen Drei-Monats-Vertrag mit DC United und kehrte nach Washington zurück. Nach den drei Monaten wurde ihm kein weiterer Vertrag angeboten. Während dieser Zeit spielte 4-mal für DC in der MLS und erzielte ein Tor im US Open Cup.
Daraufhin wechselte er zum Danubio FC nach Uruguay. Für die Montevideaner bestritt er sechs Erstligaspiele und erzielte einen Treffer. Anschließend wechselte er Anfang Januar 2011 in die zweite mexikanische Liga zu Atlante UTN.
Nach weiteren Stationen spielte Emilio 2013 in seiner Heimat Brasilien bei Grêmio Catanduvense, wo er seine Karriere beendete.

## Erfolge
D.C. United
- Major League Soccer Supporter's Shield (1): 2007
- Lamar Hunt U.S. Open Cup (1): 2008

Olimpia
- Liga Nacional de Fútbol de Honduras (3): 2004-05 Clausura, 2005-06 Apertura, 2005-06 Clausura

Querétaro
- Liga de Ascenso (1): Clausura 2005

Real España
- Liga Nacional de Fútbol de Honduras (1): 2003-04 Apertura

XV de Piracicaba
- Campeonato Brasileiro Série C (1): 1995

Auszeichnungen
- Major League Soccer MVP: 2007
- MLS Golden Boot Gewinner: 2007
- MLS Newcomer of the Year: 2007
- MLS Best XI: 2007